# Marie France (magazine)
Pour les articles homonymes, voir Marie-France.
Marie France est un magazine mensuel féminin français créé en 1944. Il appartient à la société Edi Sic contrôlée depuis 2013 par le groupe Reworld Media.

## Histoire
La société Edi SIC est créée le 29 juillet 1994.
En février 2013, le groupe Marie Claire, qui avait racheté le titre en 1995 auprès de Bauer, le cède à la société Reworld Media dirigée par Pascal Chevalier.
En décembre 2021, Marie France est accusée par UFC Que Choisir d'avoir relayé une infox sans l'avoir vérifié au préalable.

## Informations financières
En 2018 la société Edi Sic a réalisé un chiffre d'affaires de 3 076 400 € et enregistré une perte de 544 400 €.